# Les Voix de Magma
Albums de Magma
Mekanïk Kommandöh
(1989) Théâtre du Taur, Concert 1975
(1994)
Les Voix de Magma  (aussi appelé « Les Voix » Concert 1992 Douarnenez ou AKT I) est un album live du groupe français de rock progressif Magma. Il a été enregistré le 2 août 1992 lors du Festival "Jazz en Baie" à Douarnenez et est paru à l'automne de la même année sur le label Seventh Records (réf. AKT I).

## Un album à part
Comme son nom le laisse supposer, ce n'est pas le Magma habituel dont il s'agit ici, mais d'une formation plus proche de celle d'Offering, comprenant neuf voix, une contrebasse et des claviers.
Les thèmes issus de l'univers kobaïen interprétés en version acoustique prennent ici une dimension nouvelle. 
Paru sur le label Seventh Records, il inaugure la série AKT qui veut présenter des instants rares, enregistrés au bon moment, parfois avec les "moyens du bord".

## Liste des titres
1. Ëmëhntëht-Rê (announcement) - 3:39 (C. Vander)
2. C'Est Pour Nous - 7:56 (C. Vander)
3. Zëss (extrait) - 17:18 (C. Vander)
4. Wurdah Ïtah (extrait) - 15:46 (C. Vander)

## Musiciens
- Christian Vander - vocaux, piano, batterie
- Stella Vander - vocaux
- Addie Déat - vocaux
- Julie Vander - vocaux
- Bénédicte Ragu - vocaux
- Isabelle Feuillebois - vocaux
- Jean-Christophe Gamet - vocaux
- Alex Ferrand - vocaux
- Jean-François Déat - vocaux
- Pierre-Michel Sivadier - claviers
- Simon Goubert - piano, claviers
- Philippe Dardelle - contrebasse

## Équipe technique
- Francisco Juan Guerrero - ingénieur du son